# Eurylaimus samarensis
El eurilaimo de las Bisayas (Eurylaimus samarensis) es una especie de ave paseriforme de la familia Eurylaimidae endémica de las Filipinas.

## Distribución y hábitat
Como su nombre indica se encuentra en tres de las islas Bisayas: Sámar, Leyte y Bohol. Su hábitat natural son las selvas húmedas, y está amenazado por la pérdida de hábitat.